# Tourte de blettes
La tourte de blettes (la torta de blea en niçois) est une spécialité culinaire niçoise à base de blettes, qui peut être servie aussi bien comme un plat que comme un dessert sucré.

## Historique
La tourte de blettes niçoise est un dessert traditionnel emblématique de la cuisine de Nice, dont les origines remontent au Moyen Âge. Cette pâtisserie s'inscrit dans une longue tradition de "tourtes d'herbes", qui incluaient des légumes à feuilles comme les épinards. La première recette écrite de la tourte de blettes date du XVe siècle.
Au cours des siècles, les recettes évoluent. Par exemple, au XVIIIe siècle on trouve une tourte à base d’épinards, de sucre, d’amandes et d’écorces de citron confit.

## Tradition
La tourte de blettes fait partie des treize desserts de Noël dans la variante niçoise de cette tradition provençale. Elle est traditionnellement dégustée lors du réveillon de Noël.

## Composition
Malgré la présence de blettes (un légume très apprécié dans la cuisine niçoise, entrant notamment dans la confection des ravioles), il s'agit d'une pâtisserie, consommée froide ou tiède. Les feuilles de blettes finement hachées y sont mêlées à des ingrédients qui varient suivant les recettes mais où on retrouve toujours pignons et raisins secs. La tourte se sert le plus souvent abondamment nappée de sucre glace.
Il existe aussi une variante salée composée de blettes, de riz, de petit salé et de fromage sec. Ces tourtes se mangent généralement froides.

## Accord mets/vin
Sucrée ou salée, la tourte appelle un vin blanc régional comme un côtes-de-provence, un coteaux-d'aix-en-provence, un coteaux-varois-en-provence, un pierrevert ou un bellet.